# Coleophora albiochrella
Coleophora albiochrella é uma espécie de mariposa do gênero Coleophora pertencente à família Coleophoridae.